# 程連蘇
程連蘇（Chung Ling Soo；1861年4月2日—1918年3月24日），是一位地道的美國魔術師所用的藝名，本名為威廉·艾爾斯沃斯·羅賓森（William Ellsworth Robinson），以於表演「槍打活人」戲法時中彈身亡而聞名。

## 生平
在早期的職業生涯裡，他以「神秘人—羅賓森」自稱。1900年他則以程連蘇這個藝名開始在歐洲表演。他的藝名其實是取材自當時一位真正來自中國的魔術師金林福（Ching Ling Foo），其目的是希望能藉著這樣的異國風味吸引更多觀眾，而且他也確實會許多金林福著名的戲法。
程連蘇非常小心翼翼地維護著他是個中國人的假象。他在台上表演時從不說話，而且在接受記者訪問時也一定要安排翻譯。只有他的密友和其他的魔術師知道這個事實。他曾經和哈利·胡迪尼通信。
1905年，當程連蘇和金林福同時在倫敦表演的時候，雖然兩人並沒有同台，但像是為宣傳表演的噱頭，他們大打了一場口水戰，指出自己才是「正牌中國魔術師」而另外一個則是冒牌貨。金林福對程連蘇下了戰帖，但卻沒有在指定時刻現身。這是不是真的是串通好的噱頭，則不得而知。
因為他的死而聲名大噪的「槍打活人」（或稱為「死亡詛咒」），是程連蘇最為人津津樂道的戲法。表演此戲法時，他的助理有時會裝扮成拳民的樣子，並且會拿兩把槍到表演台上。幾位台下的觀眾會被請上台檢驗及標示子彈並裝進槍裡，然後對程連蘇開槍。而他就像是真的在空中接到了子彈，把子彈從他手裡放到另一手拿的盤子上。有時候他會假裝被打到了，而把子彈從嘴裡吐到盤子上。
實際的情況是程連蘇趁著檢驗和標示子彈的時候，偷偷把子彈藏進他的手裡。發射子彈的槍也經過特殊的改造，所以火藥是在真的槍膛下方的一個假的槍膛裡引爆，子彈則從來沒有離開過槍。
1918年3月23日當他在倫敦的綠林帝國表演這個戲法的時候，卻發生了嚴重的失誤。道具槍的磨損導致一些火藥在真的槍膛裡引爆，並且把裝在裡面的子彈發射出去，而射中了程連蘇的胸部。
他被送到鄰近的醫院接受緊急治療但是隔天仍然宣告不治死亡。他的妻子解釋了戲法的本質，而驗屍報告也註明了這是個「意外死亡」。
不過有些陰謀論者認為這樣的死亡並非意外。1955年美國另外一位魔術師傑克·克拉森（Jack Clarkson）宣稱當時程連蘇正背負債務，他的妻子則正和他的經理人發生婚外情，所以才上演了一齣精心計劃的自殺表演。還有人認為是他的經理人在槍上動了手腳，所以才導致死亡。不過這兩種理論都是純粹臆測而沒有實際的根據。

## 延伸阅读
- Andrews, Val. . Goodliffe Publications. 1981.
- Dexter, Will. . Arco. 1955. ISBN 0-668-03826-8.
- Frank, Gary R. . Fantastic Magic Company. 1988.
- Hastings, Macdonald. . G. G. Harrap. 1965.
- Karr, Todd (编). . The Miracle Factory. 2001. ISBN 0-9710405-1-6.
- Kolpan, Gerald. . Open Road Media. 2012. ISBN 1-4532-4920-6.
- Soo, Chung Ling. . Munn. 1898.